# 博阿维斯塔 (罗赖马州)
博阿維斯塔（直译：「美妙的景色」，葡萄牙語發音：[ˈbo(ww)ɐ ˈvistɐ]），或意译美景镇，是巴西的城市，位於該國北部，由羅賴馬州負責管轄，面積5,687平方公里，海拔高度85米，受熱帶氣候影響，每年平均降雨量945毫米，2010年人口266,901。

## 外部連結
- Site of Boa Vista's City Hall （葡萄牙文）

2°49′12″N 60°40′19″W / 2.82°N 60.672°W